# 栖霞镇
栖霞镇，是中华人民共和国重庆市云阳县下辖的一个乡镇级行政单位。

## 行政区划
栖霞镇下辖以下地区：
小丫口社区、栖霞村、吉坪村、古城村、红龙村、小山村和福星村。